# Windsor (comtat de Mercer)
Windsor és una població dels Estats Units a l'estat d'Illinois. Segons el cens del 2000 tenia 720 habitants.

## Demografia
Segons el cens del 2000, Windsor tenia 720 habitants, 307 habitatges, i 217 famílies. La densitat de població era de 631,8 habitants/km².
Dels 307 habitatges en un 28,7% hi vivien nens de menys de 18 anys, en un 59,6% hi vivien parelles casades, en un 6,8% dones solteres, i en un 29,3% no eren unitats familiars. En el 28% dels habitatges hi vivien persones soles el 18,9% de les quals corresponia a persones de 65 anys o més que vivien soles. El nombre mitjà de persones vivint en cada habitatge era de 2,35 i el nombre mitjà de persones que vivien en cada família era de 2,82.
Per edats la població es repartia de la següent manera: un 22,1% tenia menys de 18 anys, un 8,9% entre 18 i 24, un 24,4% entre 25 i 44, un 25,4% de 45 a 60 i un 19,2% 65 anys o més.
L'edat mediana era de 41 anys. Per cada 100 dones de 18 o més anys hi havia 92,1 homes.
La renda mediana per habitatge era de 37.500 $ i la renda mediana per família de 41.094 $. Els homes tenien una renda mediana de 30.556 $ mentre que les dones 18.594 $. La renda per capita de la població era de 19.811 $. Aproximadament el 6,1% de les famílies i el 7,8% de la població estaven per davall del llindar de pobresa.

## Poblacions més properes
El següent diagrama mostra les poblacions més properes.